# José Tolentino Calaça de Mendonça

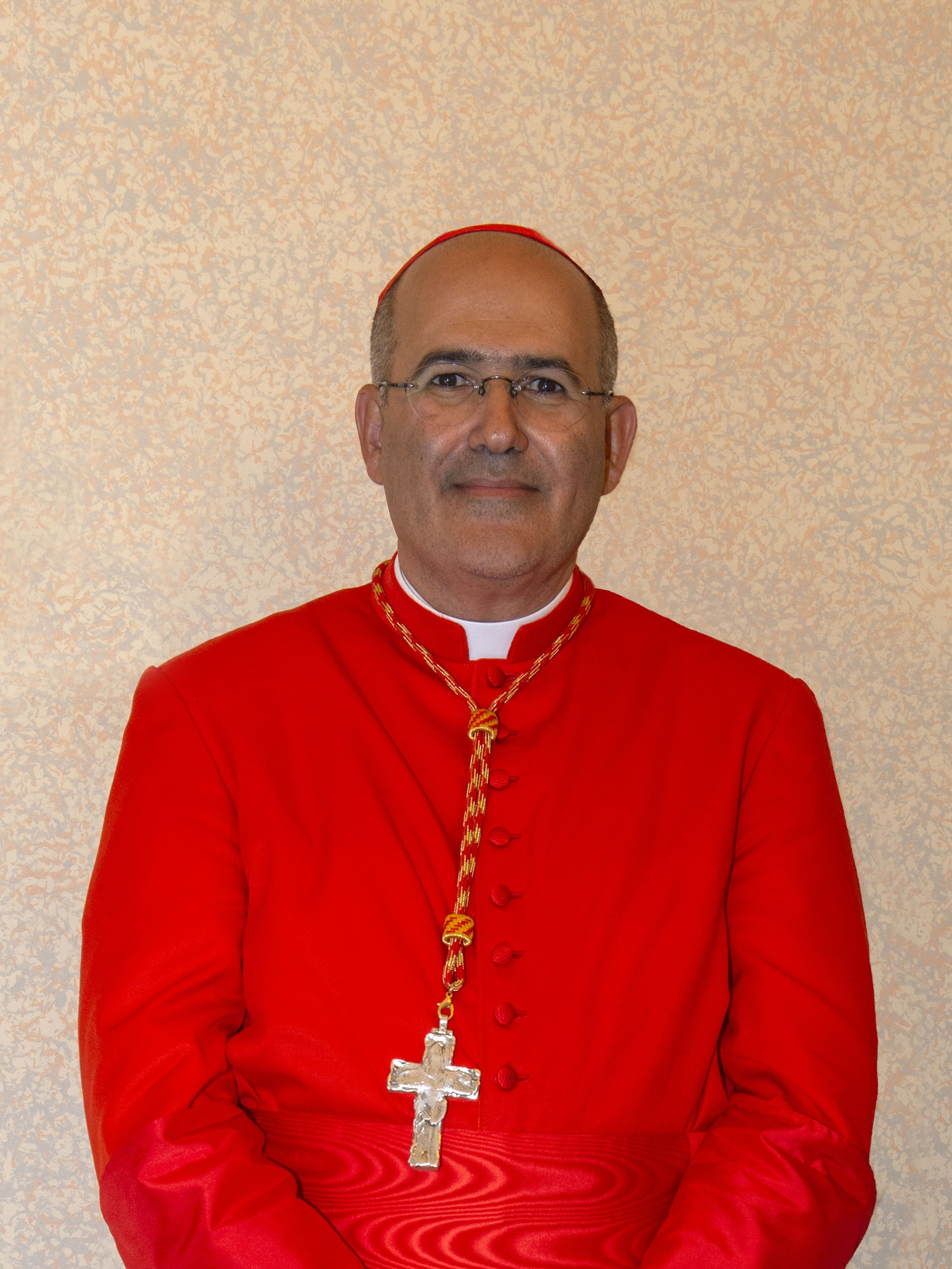
Kardinal José Tolentino Calaça de Mendonça, am 6. Oktober 2019

Wappen von Kardinal José Tolentino Calaça de Mendonça

Wappen von José Tolentino de Mendonça als Erzbischof

José Tolentino Kardinal Calaça de Mendonça (* 15. Dezember 1965 in Machico, Autonome Region Madeira, Portugal) ist ein portugiesischer römisch-katholischer Ordensgeistlicher und Kurienkardinal. Er war von 2018 bis 2022 Archivar des Vatikanischen Apostolischen Archivs und Bibliothekar der Vatikanischen Apostolischen Bibliothek in der Römischen Kurie. Seit 2022 ist er Präfekt des Dikasteriums für die Kultur und die Bildung.
Er ist zudem als Dichter bekannt. Er signiert seine Werke als José Tolentino Mendonça.

## Leben

### Familie
Der jüngste von fünf Brüdern, José Tolentino de Mendonça, wurde am 15. Dezember 1965 in Machico, Autonome Region Madeira, Portugal geboren. Er lebt jedoch in den ersten Jahren seiner Kindheit in Angola an der Küste, wo sein Vater Fischer war. Er verließ Afrika im Alter von 9 Jahren, als die portugiesischen Kolonien unabhängig wurden.

### Ausbildung, priesterliches und religiöses Leben
Tolentino Mendonça begann 1982 an der Katholischen Universität Portugal (UCP) in Lissabon das Studium der Katholischen Theologie, welches er 1989 mit dem Lizenziat abschloss. Im 1990 veröffentlicht er seine erste Gedichtsammlung, Os dias contados. 1992 beendete er sein Lizenziatsstudium im Fach Biblische Exegese der Bibelwissenschaften am Päpstlichen Bibelinstitut in Rom. 2004 wurde er an der UCP zum Doktor der Biblischen Theologie promoviert.
Am 28. Juli 1990 empfing Tolentino Mendonça durch Bischof Teodoro de Faria das Sakrament der Priesterweihe für das Bistum Funchal. Als Priester war er von 1992 bis 1995 in der Pfarrei Nossa Senhora do Livramento in Funchal auf Madeira tätig, danach war er fünf Jahre lang Hochschulseelsorger an der UCP in Lissabon sowie Priester in der Pfarrei Santa Isabel und seit 2010 Rektor der Kapelle Unserer Lieben Frau da Bonanza, besser bekannt als Capela do Rato.
Nach seiner Erhebung zum Kardinal trat er 2020 der Priesterbruderschaft des Heiligen Dominikus bei, der Priestergemeinschaft des Dritten Ordens der Dominikaner für Diözesangeistliche. Am 4. August 2021 wurde Kardinal José Tolentino de Mendonça in einer feierlichen Zeremonie im Kloster des heiligen Dominikus in Lissabon in die Priesterbruderschaft des Heiligen Dominikus investiert.

### Akademische Karriere
Die ersten Jahre des Priesterlebens von Tolentino Mendonça sind ebenfalls akademisch. Er war Professor am Funchal Seminar, Rektor des Päpstlichen Portugiesischen Kollegs in Rom, Professor an der Katholischen Universität Portugal (UCP). Er trat der UCP als Assistent (1996–1999) bei, unterrichtete Biblisches Hebräisch und hielt Vorlesungen über „Christentum und Kultur“. 2004 wurde er als Professor für Neues Testament und Theologische Ästhetik an der UCP promoviert. Seit 2005 war er zudem am Centro de Estudos de Religiões e Culturas Cardeal Höffner und als Direktor der Zeitschrift Didaskalia tätig. 2012 ernannte ihn die UCP zum Vizerektor und 2018 zum Direktor der Theologischen Fakultät. Er war ein Jahr lang Straus Fellow an der New York University und war Teil eines Teams von Gastforschern, die sich mit dem Thema Religion und öffentlicher Raum befassen.
Tolentino Mendonça war außerdem Gastprofessor an der Katholischen Universität von Pernambuco (Unicap), an der Päpstlichen Katholischen Universität von Rio de Janeiro und an der Jesuitenfakultät für Philosophie und Theologie (Faje) in Belo Horizonte.

### Kultur- und Literaturarbeit
Näher an der kulturellen Welt durch seine umfangreiche Arbeit, häufige Veröffentlichungen und Interventionen in den Medien, Tolentino Mendonça wurde 2004 zum ersten Direktor des Nationalen Sekretariats für pastorale Kultur ernannt, das dann von der Portugiesischen Bischofskonferenz eingesetzt wurde, um den Dialog zwischen der Kirche und dem nationalen kulturellen Umfeld zu fördern. Diese Position hat er seit 10 Jahren inne.
Im Jahr 2009 gesteht Tolentino Mendonça nach einem Treffen von Papst Benedikt XVI. mit einer Künstlerversammlung, dass die Geste der Gastfreundschaft des Papstes sehr geschätzt wurde und dass der Papst darauf hinweist, dass „innerhalb der Kirche, innerhalb der Der christliche Raum [Künstler] hat ein Zuhause, sie können sich wie zu Hause fühlen.“ Im Jahr 2011 ernennt Benedikt XVI. Tolentino Mendonça zum Konsultor des Päpstlichen Rates für die Kultur. Papst Franziskus ernannte ihn 2016 erneut.
Im Jahr 2018 wurde Tolentino Mendonça von Papst Franziskus eingeladen, die Fastenexerzitien des Papstes und der Römischen Kurie vom 18. bis zum 23. Februar zu leiten. Dabei legte er biblische Perikopen aus und deutete Texte von Fernando Pessoa, Clarice Lispector, Françoise Dolto, Etty Hillesum und Blaise Pascal.
Kardinal Tolentino de Mendonça ist seit Februar 2020 Mitglied des Päpstlichen Rates für Kultur, dessen Konsultor er bereits zwischen 2011 und 2018 gewesen war. In diesem Rat gehört er der wissenschaftlichen Kommission zum 700. Todestag von Dante Alighieri an.
Am 13. Juni 2020 gewann er den Europäischen Preis „Helena Vaz da Silva“ für seine Fähigkeit, Schönheit und Poesie als Teil des immateriellen Kulturerbes Europas und der Welt zu propagieren.
Anlässlich des 50-jährigen Jubiläums der Einweihung der Sammlung moderner Kunst der Vatikanischen Museen lud das von ihm geführte Dikasterium am 23. Juni 2023 rund 200 Künstler, Schriftsteller, Komponisten, Musiker, Schauspieler und Architekten zu einem Treffen mit Papst Franziskus in der Sixtinischen Kapelle ein.
Kardinal José Tolentino de Mendonça ist der Kurator des Pavillons des Vatikans auf der 60. Biennale von Venedig (20.04.2024–24.11.2024). Dieser Pavillon findet im Frauengefängnis La Giudecca statt, das noch immer in Betrieb ist. Zwanzig Insassinnen verbüßen dort lange Haftstrafen; einige von ihnen haben sich bereit erklärt, die Besucher auf ihrem Weg nach La Giudecca zu führen. Am 28. April besuchte Papst Franziskus den Pavillon als  erster Papst, der die Biennale in Venedig besucht.
José Tolentino de Mendonça hat zahlreiche Sammlungen von Aufsätzen, geistlichen Schriften, Gedichten und Predigten veröffentlicht. Er gilt als eine der originellsten Stimmen der portugiesischen Gegenwartsliteratur. Sein Werk umfasst Gedichte, Aufsätze und Theaterstücke. Er erhielt zahlreiche Literaturpreise.

### Episkopat und Kardinalat
Am 26. Juni 2018 ernannte ihn Papst Franziskus zum Titularerzbischof von Suava sowie zum Archivar und Bibliothekar der Heiligen Römischen Kirche. Er ersetzte den französischen Erzbischof Jean-Louis Bruguès. Er trat am 1. September 2018 sein Amt in der Römischen Kurie an.
Die Bischofsweihe spendete ihm der Patriarch von Lissabon, Manuel José Kardinal Macário do Nascimento Clemente, am 28. Juli 2018 im Hieronymitenkloster in Lissabon. Mitkonsekratoren waren António Augusto Kardinal dos Santos Marto, Bischof von Leiria-Fátima und Teodoro de Faria, emeritierter Bischof von Funchal.
Am 1. September 2019 gab Papst Franziskus bekannt, ihn im feierlichen Konsistorium vom 5. Oktober 2019 als Kardinaldiakon in das Kardinalskollegium aufnehmen zu wollen. Bei der Kardinalskreierung wies ihm der Papst die Titeldiakonie Santi Domenico e Sisto zu. Die Besitzergreifung seiner Titeldiakonie fand am 15. Dezember desselben Jahres statt.
Am 21. Februar 2020 ernannte ihn Papst Franziskus zum Mitglied des Päpstlichen Rates für die Kultur und am 17. November desselben Jahres zum Mitglied der Kongregation für die Evangelisierung der Völker.
Am 30. April 2022 ernannte ihn Papst Franziskus zum Mitglied der Kongregation für die Selig- und Heiligsprechungsprozesse.
Am 13. Juli 2022 ernannte ihn Papst Franziskus zum Mitglied des Dikasteriums für die Bischöfe.
Papst Franziskus bestellte ihn am 26. September 2022 zum Präfekten des Dikasteriums für die Kultur und die Bildung. In dieser Funktion ist José Tolentino Calaça de Mendonça zugleich Großkanzler der Päpstlichen Universität Gregoriana sowie der Päpstlichen Institute für Christliche Archäologie, Arabische und Islamische Studien und Kirchenmusik. Ferner fungiert er als Patron des Höheren Päpstlichen Instituts für Latein.
Am 25. April 2023 ernannte ihn der Papst zudem zum Mitglied der Sektion des Dikasteriums für die Evangelisierung für die grundlegenden Fragen der Evangelisierung in der Welt, am 7. September 2023 zum Mitglied des Dikasteriums für den Gottesdienst und die Sakramentenordnung und am 1. Juni 2024 zum Mitglied des Dikasteriums für die Glaubenslehre.

## Schriften (Auswahl)

### Bücher in deutscher Sprache
- Die Kunst, zur eigenen Mitte zu finden. Herder, Freiburg 2012.
- Vater unser auf Erden. Herder, Freiburg 2013.

### Bücher und Aufsätze auf Portugiesisch
- Os Dias Contados, 1990 (Poesie) - Edições SRTC/Poesia, Funchal
- As estratégias do desejo: um discurso bíblico sobre a sexualidade, 1994 (Aufsatz) - Cotovia
- Longe não sabia, 1997 (Poesie) - Editorial Presença
- A que distância deixaste o coração, 1998 (Poesie)
- Se eu quiser falar com Deus, 1996 (pastorele Texte)
- Baldios, 1999 (Poesie) - Assírio & Alvim
- Cântico dos Cânticos, 1999 - Cotovia
- De Igual para Igual, 2000 (Poesie)
- A construção de Jesus: uma leitura narrativa de Lucas 7,36-50, 2004 (Aufsatz) - Assírio & Alvim
- A Estrada Branca, 2005 (Poesia) - Assírio & Alvim
- Perdoar Helena, 2005 (Theaterstück)- Assírio & Alvim
- Tabuas de pedra, 2006 (Poesie) - Assírio & Alvim
- A Noite abre os meus Olhos, 2006 (Poesie)
- Pentateuco, 2007 - Assírio & Alvim
- A leitura infinita. Bíblia e Interpretação, 2008 (Aufsatz) - Paulinas Editora
  - Deutsche Übersetzung: Die unendliche Lektüre – Schrift und Interpretation. In: Concilium. Internationale Zeitschrift für Theologie, Jg. 53 (2017), S. 541–548.
- Histórias escolhidas da Bíblia, 2009 - Assírio & Alvim
- O Viajante sem Sono, 2009 (Poesie)
- O tesouro escondido, 2011 (Aufsatz) - Paulinas Editora
- Um deus que dança, 2011 (Gebete) - Apostolado da oração
- Pai-nosso que estais na terra, 2011 (Aufsatz) - Paulinas Editora
- Nenhum caminho será longo, 2012 (Aufsatz) - Paulinas Editora
- O hipopótamo de Deus, 2013 (Aufsatz) - Paulinas Editora. Livro recomendado pelo PNL, Plano Nacional de Leitura
- Os rostos de Jesus, Temas e Debates, 2013
- A papoila e o monge, 2013 (Poesie) - Assírio & Alvim
- O estado do bosque, 2013 (Theaterstück) - Assírio & Alvim
- A mística do instante, 2014 (Aufsatz) - Paulinas Editora
- A leitura infinita, 2014 (Aufsatz) - Paulinas Editora
- A construção de Jesus, 2015 (Aufsatz) - Paulinas Editora
- Estação central, 2015 (Poésie) - Assírio & Alvim
- Que coisa são as nuvens, 2015 - Expresso. Eine Auswahl der besten wöchentlichen Chroniken von Expresso
- Esperar contra toda a esperança, 2015 (Aufsatz)- Universidade Católica Editora
- Desporto, ética e transcendência, 2015 (Aufsatz) - Edições Afrontamento
- A construção de Jesus, 2015 (Aufsatz) - Paulinas Editora
- Corrigir os que erram, 2016 (Aufsatz) - Paulinas Editora
- Teoria da fronteira, 2017 (Poesie) - Assírio & Alvim
- Libertar o tempo. Para uma arte espiritual do presente, 2017 (Aufsatz) - Editora Paulinas/São Paulo, Brasil
- O Pequeno caminho das grandes perguntas, 2017 (Aufsatz) - Quetzal
- O Elogio da Sede, 2018 (Aufsatz) - Quetzal. Text der Fastenexerzitien des Papstes und der Römischen Kurie
- Requiem pela aurora de amanhã, 2018, (Broschüre der Arbeiterschaft zum 100. Jahrestag des Ende des Ersten Weltkriegs (erste Präsentation am 20. Juli 2018 im Jerónimos-Kloster), Musik von João Madureira).
- Nos passos de Etty Hillesum, mit Bildern von Filipe Condado, 2019 (Biografie) - Documenta
- Uma beleza que nos pertence (Aforismos), 2019 (Aufsatz) - Quetzal
- Palavra e vida 2020. O Evangelho comentado cada dia, 2019 (Kommentar den Tagesevangelien des Jahres 2020) - Fundação Claret
- O que é amar um país, 2020 (Aufsatz) - Quetzal
- Rezar de olhos abertos, 2020 (Gebete) - Quetzal
- Introdução a pintura rupestre, 2021 (Poesie) - Assírio & Alvim
- A questão sobre Deus e o não saber explicar (gemeinsam mit dem Architekten Álvaro Siza Vieira geschrieben), 2022 (Aufsatz) - Letras e Coisas
- Metamorfose necessária (Reler São Paulo), 2022 (Aufsatz) - Quetzal
- O Centro da Terra, 2024 (Poesie) - Assírio & Alvim
- A vida em nós (Aforismos), 2024 (Aufsatz) - Quetzal